# Донахади

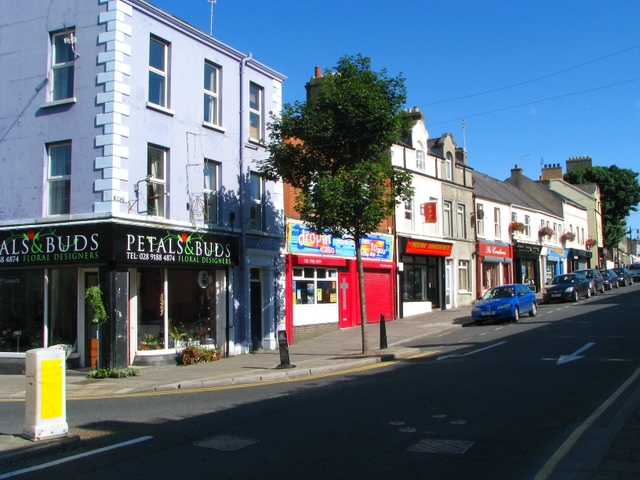
Хай стрит

Донахади́ (англ. Donaghadee, ирл. Domhnach Daoi) — малый город в районе Ардс, находящийся в графстве Даун Северной Ирландии.

## Демография
Донахади определяется Northern Ireland Statistics and Research Agency (NISRA) как малый таун (то есть как город с населением от 4500 до 10 000 человек).